# QinetiQ

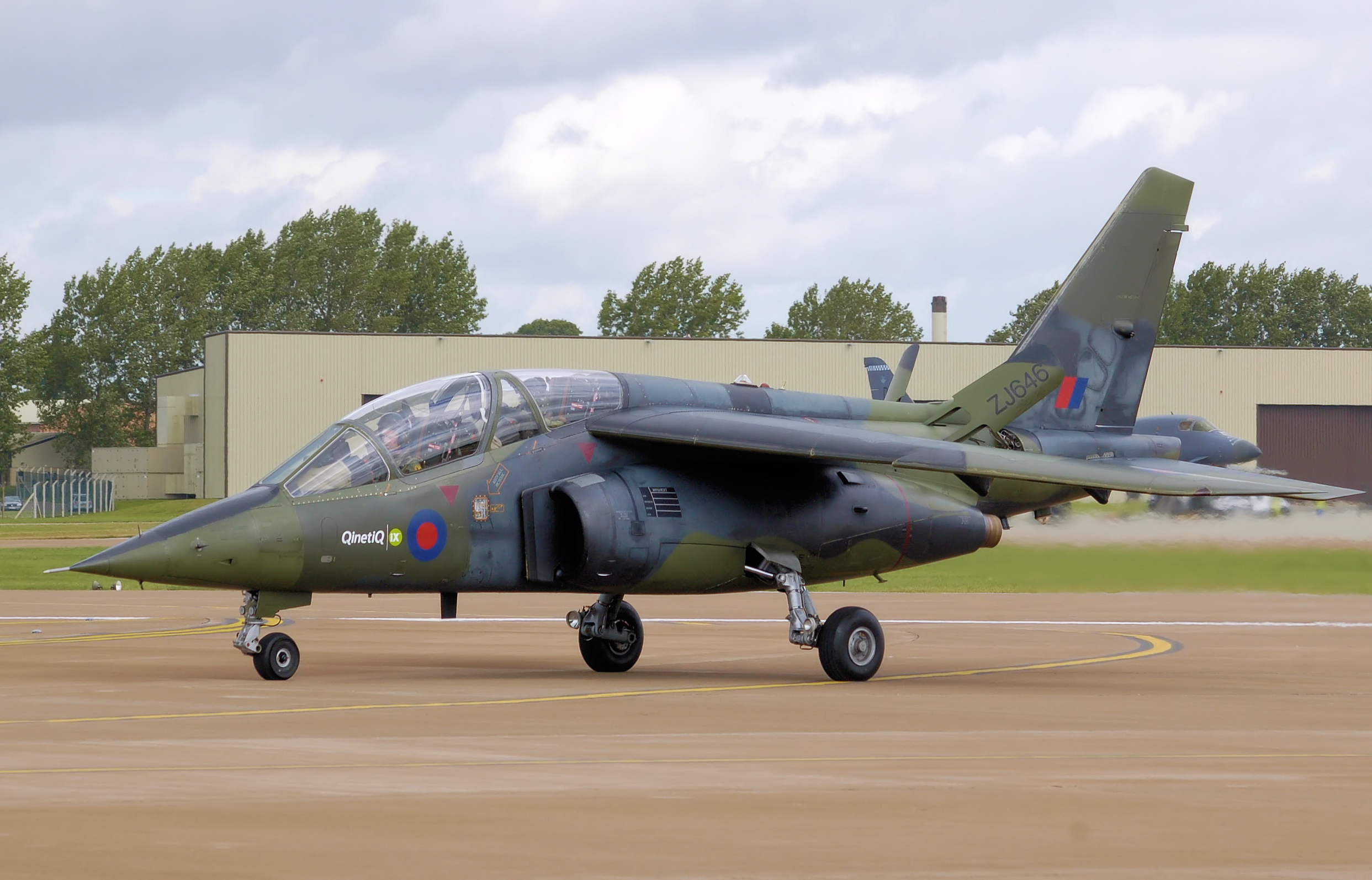
Alpha Jet de QinetiQ. 12 ex-allemands étaient achetés en 1999. Sept des avions ont volé au profit de QinetiQ, les cinq autres ayant été cannibalisés pour fournir des pièces de rechange.

QinetiQ Plc est une entreprise d'armement et de recherche militaire britannique fondée en 2001 par privatisation de la Defence Evaluation and Research Agency, une agence du ministère de la Défense du Royaume-Uni créée par l’absorption d'autres organismes tels le Defence Research Agency en 1995.
Basée à Farnborough, elle fait partie de l'indice boursier FTSE 250. Elle emploie 6 114 personnes en 2017.
Elle gère, entre autres installations, le Deep Sea Range, un champ de tir en Écosse.
QinetiQ Plc se classait en 2023 au 49e rang mondial pour la production d'armement.

## Historique
Début 2001, le secrétaire d'État à la Défense Lewis Moonie annonce la privatisation de la Defense Evaluation and Research Agency (DERA), tout en précisant que la nouvelle entité, Qinetiq, resterait une entreprise britannique, basée au Royaume-Uni, et que le ministère de la Défense conserverait une participation dans l'entreprise, tandis que des garanties seraient en place pour prévenir les conflits d'intérêts.
En 2002, 80 % des ventes annuelles de Qinetiq provenaient du ministère de la Défense britannique. Les relations étroites de Qinetiq avec le ministère de la Défense lui donnant un avantage concurrentiel sur la plupart des rivaux du secteur privé.
Fin 2002, Carlyle Group, société américaine de capital-investissement, déclare publiquement son intention d'acquérir une participation importante dans Qinetiq. En février 2003, Carlyle Group finalise l'acquisition de 33,8 % de Qinetiq, pour 42 millions de livres sterling.
Le 12 janvier 2006, le secrétaire d'État à la Défense John Reid annonce à la Chambre des communes l'introduction en bourse de Qinetiq. Le 10 février 2006, Qinetiq est introduite à la bourse de Londres. L'évaluation de l'entreprise fait l'objet de débats et de controverses importantes. Evaluée entre 1,1 et 1,3 milliard de livres sterling, Qinetiq est introduite en bourse à 200 pence par action, pour une valeur marchande de 1,3 milliard de livres sterling.
En 2007, le National Audit Office (NAO), organisme parlementaire indépendant chargé du contrôle et de l'audit des administrations publiques britanniques, mène une enquête sur la privatisation. L'enquête porte sur le choix de la stratégie de privatisation, la gestion du processus, les frais encourus et les recettes réalisées. Le rapport du NAO critique le programme d'incitation accordé aux dirigeants de Qinetiq, dont les dix plus anciens ont gagné 107,5 millions de livres sterling lors de l'opération. Le rôle de la direction de Qinetiq dans la négociation des conditions avec Carlyle Group est également critiqué par le NAO. En effet, le tiers de l'entreprise acquis par Carlyle en 2003 pour seulement 42 millions de livres sterling, est valorisé 372 millions de livres sterling lors de la privatisation moins de quatre en plus tard.
Le 9 février 2007, le Carlyle Group vend sa participation restante et en septembre 2008, le ministère de la Défense vend 18,9% des actions de l'entreprise pour 254 millions de livres sterling, tout en conservant une participation lui garantissant le contrôle.
À la mi-2013, des rapports ont révélé que des pirates chinois auraient compromis des recherches militaires sensibles effectuées par Qinetiq. Il a été affirmé qu'entre 2007 et 2010, les activités nord-américaines de Qinetiq avaient fait l'objet d'une cyberattaque. Au moment des incidents, la société déclare qu'elle a divulgué toutes ses infractions aux agences gouvernementales responsables.

## Personnel notable
- George Tenet, ancien directeur de la CIA, administrateur indépendant entre octobre 2006 et janvier 2008[12].
- David Sharp, alpiniste, ingénieur en mécanique jusqu'en 2005.
- Ben Wallace, député britannique, secrétaire d'État à la Défense, directeur de Qinetiq de 2003 à 2005[13].